# Nicolas Flamel
Nicolás Flamel (presumiblemente en Pontoise, ca. 1330 – París, 22 de marzo de 1418) fue un burgués parisino del siglo XIV, escribano público, copista y librero juramentado.
Personalidad medianamente destacada en su tiempo, logró poseer una fortuna modesta pero importante para su entorno, parte de la cual empleó en donaciones y fundaciones piadosas. Esta riqueza fue el origen de la leyenda según la cual la obtuvo por medio de la alquimia. Esta creencia, que las fuentes demuestran infundada, llevó a que, desde finales del siglo XV y sobre todo en el XVII, se le adjudicasen tratados alquímicos; el más notable de los cuales fue el Libro de las figuras jeroglíficas (Le Livre des figures hiéroglyphiques), conocido a veces como Libro de Abraham, el judío, aparecido en 1612. Desde entonces se convirtió en el alquimista francés por excelencia, pese a no haber practicado jamás la llamada «filosofía hermética».

## Biografía

### Escribano y librero
Nicolás Flamel nació hacia 1330 (o, según Wilkins, hacia 1340) probablemente en la localidad de Pontoise «a siete leguas de París», según François Grudé. Es la época de la Guerra de los Cien Años; Nicolás nació poco antes de la batalla de Crécy (1346) y murió poco después de la revuelta de los Cabochiens (1413) en el marco de la guerra entre Armagnacs y Borgoñones.
En 1348 se desencadena la Peste Negra y Nicolás está entre los supervivientes. Luego se conoce su presencia en París donde debió asistir, como todos los burgueses de la ciudad, a la entrada de la reina Isabel de Baviera (1389). Desde el siglo XIII, con la fundación de las Universidades, el crecimiento de la literatura secular y la difusión de la lectura entre la nobleza y la alta burguesía, comenzaron a desarrollarse en las ciudades talleres privados de escritura, copia e iluminación, tareas que hasta entonces se llevaban a cabo en los scriptoria monásticos. La ciudad de París era uno de los centros universitarios más destacados de Europa Occidental y los dictámenes de sus doctores definían opiniones y sentaban jurisprudencia; estudiantes de toda la Cristiandad concurrían a sus clases y, por ende, necesitaban libros. Cuando Flamel se estableció en la ciudad, el comercio librario se había desarrollado en ella bajo el auspicio universitario, ya que sus autoridades supervisaban la producción de textos de estudio.
En París, Flamel comenzó a trabajar como copista en una pequeña tienda anexa a la iglesia de Saint-Jacques-la-Boucherie, en la rue des Ecrivains. Es posible que con él estuviera Jean Flamel (quizás su hermano menor), secretario y bibliotecario del duque de Berry (conocido por sus Très Riches Heures). Después de 1368 prestó juramento ante las autoridades de la Universidad con lo cual era reconocido como librero juramentado; es decir como miembro del gremio de «libreros, fabricantes de pergaminos, iluminadores, escritores y encuadernadores de libros, todos comerciantes», conocido con el nombre genérico de clérigos (lo que no implicaba ser miembro del clero). En cuanto tal, depende de la Universidad y no del preboste parisino como los demás comerciantes; esto también los exime de pagar la talla (impuesto personal). Un documento citado por el abad Villain testimonia que, en 1415, Flamel quiso hacer valer este privilegio para evitar el pago de un impuesto; no se sabe con qué éxito.
En la década de 1360, compró una casa en la esquina de la rue des Ecrivains y la rue de Marivaux (hoy llamada precisamente rue Nicolas Flamel) donde vivió e instaló su taller, cuyo emblema era la flor de Lis. Entre los relieves e inscripciones de su fachada, figuraba la máxima: « Chacun soit content de ses biens, Qui n'a souffisance il n'a riens » (divisa de Enguerrand de Marigny: «Que cada quien esté conforme con sus bienes, aquel para quien nada es suficiente, no tiene nada»). La morada, de la cual se conservan testimonios escritos, desapareció después del ensanche de la rue de Rivoli y de la iglesia solamente permanece la torre, conocida como Tour de Saint Jacques y famosa por los experimentos de Pascal, que fue construida un siglo después de Flamel, entre 1509 y 1523. Los testimonios permiten inferir que era una casa notable, pero de ningún modo opulenta en comparación con la de otros burgueses en ese París del gótico, conocido por los excesos de los ricos.

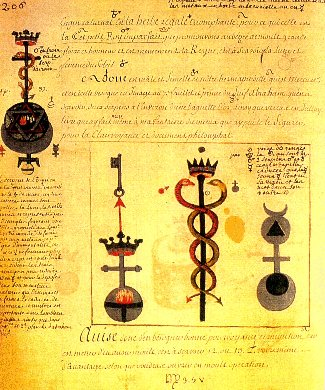
Extracto de «La alquimia de Flamel», de Denys Molinier..

Flamel era un hombre letrado. Fue copista y comprendía correctamente el latín. De acuerdo con la leyenda, cuando se hallaba en plena Guerra de los Cien Años trabajando de librero en París, Flamel se hizo alrededor de 1355 con un grimorio alquímico —diferentes versiones aseguran que lo recibió de un desconocido, que lo compró casi al azar o que le fue entregado por un ángel en sueños— que excedía con creces sus conocimientos, y empleó 21 años en intentar descifrarlo. Para ello viajó a España, donde consultó tanto a las autoridades sobre Cábala como a los especialistas en el mundo antiguo —en aquella época las mejores traducciones del griego antiguo se producían en las universidades españolas— hasta encontrar, después de preguntar a muchas personas, en León a un anciano rabino, el Maestro Canches, quien identificó la obra como el Aesch Mezareph del rabino Abraham, y enseñó a Flamel el lenguaje y simbolismo de su interpretación.
La narración de todos estos hechos tiene lugar en un libro que la tradición posterior le adjudicó, el Libro de las figuras jeroglíficas (impreso en 1612, aunque se quiere hacer suponer que lo escribió en 1399), que describe brevemente al comienzo dichas peripecias, explicando a lo largo de dicha obra el magisterio filosofal descrito como si de la peregrinación a Santiago de Compostela se tratara, sin embargo algunas teorías apuntan a que dicho entramado tiene un significado mucho más profundo, siendo reflejo de los misterios iniciáticos que se ocultan tras esta obra. Entre estos misterios estaban el descubrimiento de la piedra filosofal y la creación de homúnculos mediante la palingenesia de las sombras (crear un cuerpo astral, animal o vegetal).

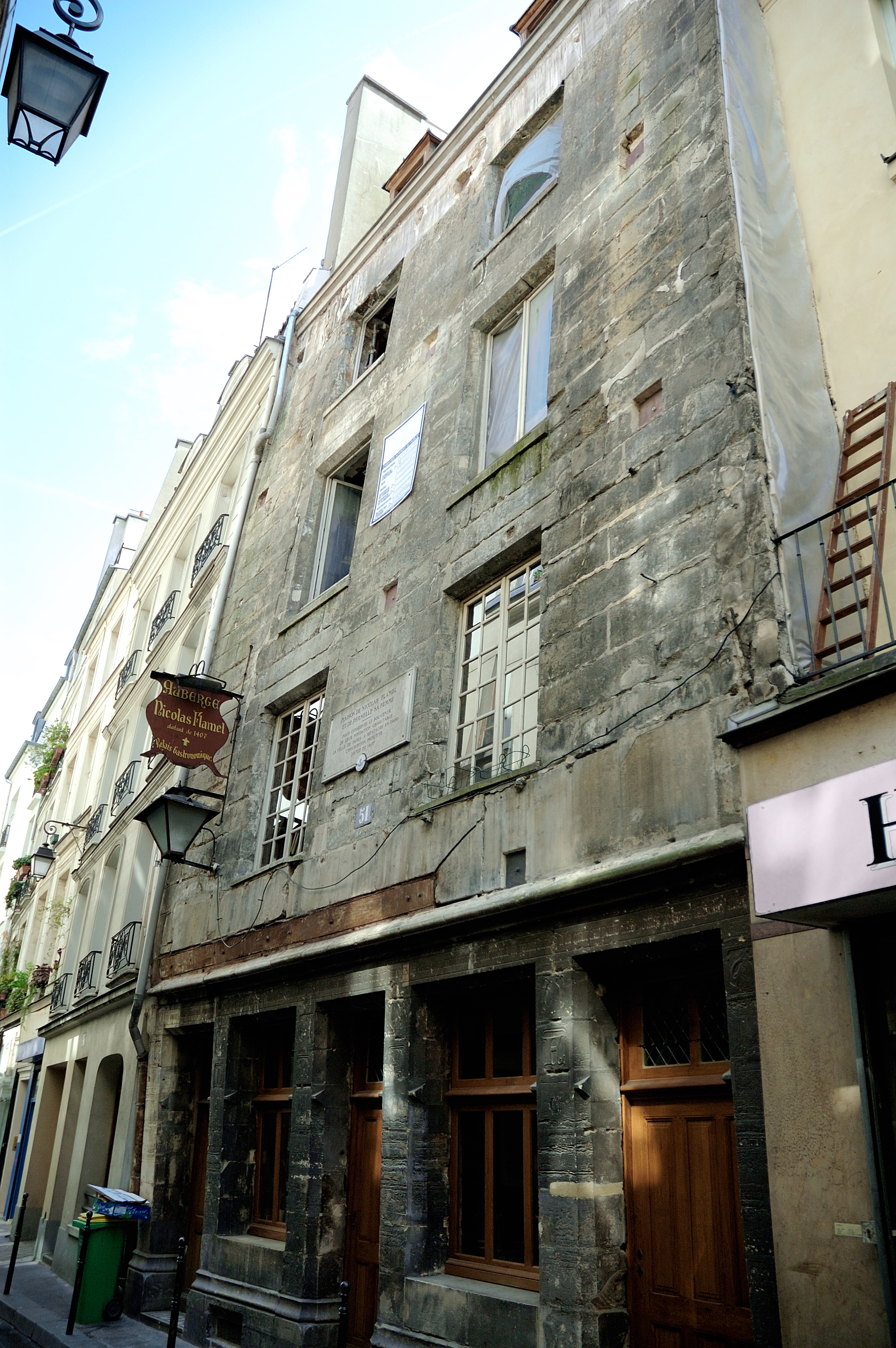
Casa de Nicolas Flamel, una de las más antiguas de París, Francia.

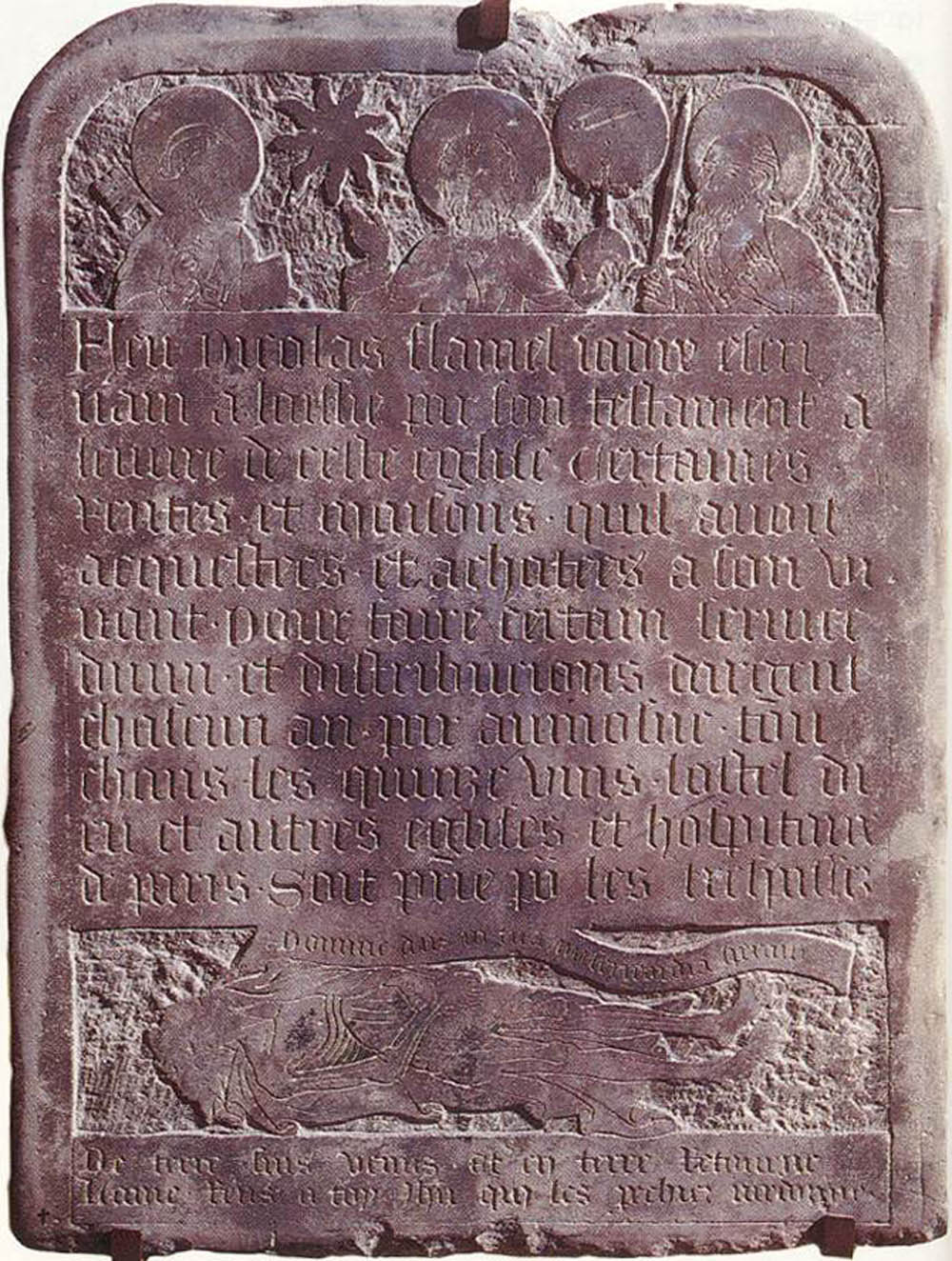
Epitafio de Nicolas Flamel, conservado en el Museo Cluny de la Edad Media.

Flamel regresó a París en 1382, en 1407 se hizo construir una casa, aún en pie, en el actual 51, rue de Montmorency, además de financiar capillas, asilos y hospitales. El rey Carlos VI de Francia le pidió que le aportara oro a las arcas reales mediante su sistema de transmutación.
Se asegura que durante esos años elaboró también una piedra, gracias a la cual él y su mujer, Perenelle, obtuvieron la inmortalidad. Aunque a todas luces falló ya que fallecieron y fueron enterrados entre 1410 y 1418 en el cementerio de St. Jacques de la Boucherie, al intento de exhumarlo se encontró con una tumba vacía; aunque bien pudo deberse al saqueo de la misma en busca de objetos de valor o de textos, esto no hizo más que reforzar los rumores de su inmortalidad, al igual que las historias sobre su vida en juventud y recorriendo lugares como India y Turquía después de su supuesta muerte, recopiladas por Paul Lucas (1664-1737). Su lápida, ricamente grabada, se conserva en el Museo de Cluny.

## Influencia en la cultura popular
- En la novela Nuestra Señora de París (1831) de Victor Hugó (1892‑1885), Nicolás Flamel es mencionado en varias oportunidades como importante alquimista.
- En Memorias de un médico (1846) de Alexandre Dumas, padre (1802‑1870), el protagonista José Bálsamo (Cagliostro) afirma haber trabajado con él.
- También es mencionado en el bulo de los Dosieres secretos (1967) como 8.º gran maestre del Priorato de Sion, sucesor en el cargo de Blanca de Navarra (1333‑1398, esposa del rey Felipe&nbsnp;VI de Francia).
  - Con base en esto, el novelista Dan Brown lo cita en su novela El código Da Vinci (2003) como un «gran maestre» del ficticio Priorato de Sion.
- En El péndulo de Foucault (1988) de Umberto Eco (1932‑2016).
- En la novela de misterio El club Dumas (1993), de Arturo Pérez-Reverte (1951‑).
- Este personaje histórico forma parte del mundo fantástico de Harry Potter, siendo nombrado amigo de Albus Dumbledore en el primer libro de la serie (Harry Potter y la piedra filosofal, de 1997). Dentro de este universo, la piedra filosofal le permitió vivir más de 600 años, hasta que la piedra fue destruida en el primer libro de la saga.
- También aparece en la película Animales fantásticos: los crímenes de Grindelwald (2018).
- En El secreto egipcio de Napoleón (2002) de Javier Sierra (1971‑).
- Es uno de los protagonistas de la serie de libros Los secretos del inmortal Nicolas Flamel (2007) del novelista irlandés Michael Scott (1959‑).
- En la novela El laboratorio de las almas (2012) se menciona a Nicolás Flamel como autor del libro El martillo de los demonios.
- En El gabinete del alquimista muerto (2015) de Carlos Poveda (1959‑). se le nombra repetidas veces junto con otros alquimistas destacados como Paracelso, Basilio Valentín, Ramón Lull o el inexistente Cyliani (un fantástico alquimista inventado en el siglo XX, que habría vivido entre 1769 y 1839).
- En El mercurio, el azufre y la sal de Manuel Nonídez (1954‑).
- Es el personaje principal del libro El secreto del peregrino, del español José Calvo Poyato (1951‑) bajo el seudónimo de un supuesto escritor estadounidense «Peter Harris».
- Su símbolo de la serpiente crucificada aparece en la franquicia Fullmetal Alchemist y en el episodio 7 del anime La verdad oculta.
- Es un personaje del anime Ulysses: Jehanne Darc to Renkin no Kishi.
- En el juego Ragnarok Online hay un personaje con su nombre, requerido para convertir a cualquier participante en alquimista.
- En el videojuego para PS2 Haunting Ground, uno de los objetos que se pueden usar durante el juego es un libro de Nicolas Flamel.
- Se lo nombra en la película de terror Así en la Tierra como en el infierno. Su lápida, situada en un museo, se utiliza para descubrir la ubicación de la piedra filosofal.
- Se le nombra en el tercer capítulo de la primera temporada de la serie televisiva de ficción The librarians.
- En París todavía existe su antigua mansión, ubicada en el 51 de la Rue de Montmorency, convertida actualmente en un restaurante, que utiliza como reclamo turístico la falsa fama de Flamel como alquimista.